# Parel-geleimos
Het parel-geleimos (Lathagrium auriforme) is een korstmos van het geslacht Lathagrium uit de familie Collemataceae. De soort werd in 1771 voor het eerst beschreven door de Duitser Johann Christian von Schreber onder de wetenschappelijke naam Lichen granosus, maar als basioniem geldt de naam Riccia auriformis door de Engelsman William Withering uit 1776. In 2014 werd de soort in zijn huidige geslacht geplaatst.

## Kenmerken
Het thallus is bladvormig, rond, losjes aangehecht, diep en onregelmatig gelobd, tamelijk dik, opvallend gezwollen en vlezig als het nat is. De lobben zijn tot 10 mm breed, groot en vaak rond en gestreept of gerimpeld als ze droog zijn. De bovenzijde is donker olijfgroen tot bruinzwart en zelden blauwgrijs van kleur. De isidiën zijn vaak talrijk, bolvormig, zelden vertakt en vooral opvallend als het nat is. Apothecia zijn vrij zeldzaam, vaak ondergedompeld als ze jong zijn. Ascosporen zijn ellipsvormig tot eivormig.
De soort komt met name voor tussen andere mossen en op sterk kalkhoudende rotsen, beton, mortel en aarde, kalkpaden en schelpzandduinen. Het gedijt goed in vrij vochtige en veelal schaduwrijke situaties.

## Verspreiding
Het parel-geleimos is in meerdere landen in onder andere Scandinavië en op de Britse Eilanden zeer algemeen voorkomend Ook in onder andere Frankrijk, Spanje, Zwitserland en Oostenrijk is de soort meerdere keren gevonden.

### Benelux
In Nederland is de soort nog niet vaak waargenomen. De eerste waarneming stamt uit 2006, toen de korstmos werd gevonden op een kleine kalksteen in de buurt van Blaricum. De steen was ongeveer veertien jaar eerder uit Frankrijk meegenomen. Omdat de soort zonder doelbewust handelen in Nederland is geraakt en zich in de jaren daarop heeft weten te laten doorgroeien en overleven, wordt het als ingeburgerde soort beschouwd. Hoewel het parel-geleimos hier standhoudt, is hij nooit elders in het land waargenomen.
In België is de soort meerdere keren waargenomen, met name in Wallonië. Ook in Luxemburg komt de soort voor.